# (43993) Mariola
(43993) Mariola  es un asteroide perteneciente al cinturón de asteroides, descubierto el 26 de julio de 1997 por Piero Sicoli y Augusto Testa desde el Observatorio Astronómico Sormano, en Italia.

## Designación y nombre
(43993) Mariola se designó inicialmente como 1997 OK.
Más adelante fue nombrado por Mariola Magnoni Tieghi (n. 1934), ex presidenta del Como Inner Wheel Club, quien promovió con fuerza y devoción los valores de la calidad de vida en todos los ámbitos sociales y culturales.

## Características orbitales
(43993) Mariola orbita a una distancia media del Sol de 2,728 ua, pudiendo acercarse hasta 2,084 ua y alejarse hasta 3,372 ua. Tiene una excentricidad de 0,236 y una inclinación orbital de 11,794 grados. Emplea en completar una órbita alrededor del Sol 1645,56 días.
Los próximos acercamientos a la órbita de Júpiter ocurrirán el 15 de octubre de 2026, el 5 de marzo de 2121 y el 15 de julio de 2157.

## Características físicas
Su magnitud absoluta es 13,54. Tiene 6,995 km de diámetro y su albedo se estima en 0,090.